# Tillandsia huamelulaensis
Tillandsia huamelulaensis är en gräsväxtart som beskrevs av Renate Ehlers. Tillandsia huamelulaensis ingår i släktet Tillandsia och familjen Bromeliaceae. Inga underarter finns listade i Catalogue of Life.